# 法國—以色列關係
法國—以色列關係，簡稱法以關係或以法關係，為法蘭西共和國與以色列國間的雙邊關係。1948年以色列宣布独立及1950年代初，兩國保持着密切的政治和军事关系。法国一直是以色列的主要武器供应国，直到1962年法國从阿尔及利亚撤出。1967年“六日战争”爆发前三天，戴高乐政府对中東地区实施武器禁运，主要影响以色列。
20世纪80年代初，在弗朗索瓦·密特朗的领导下，法以关系大大改善。密特朗是第一位在任期间访问以色列的法国总统。1995年雅克·希拉克当选总统后，由于他在阿克萨群众起义的第一阶段对亚西尔·阿拉法特的支持，两国关系下降。2007年5月尼古拉·萨科齐当选法国总统后表示，他将拒绝会见任何不承认以色列存在权利的他国领导人。
法国在特拉维夫有大使馆，在耶路撒冷有总领事馆（該館尚負責管理耶路撒冷境內的四塊國有地產）。以色列在巴黎有大使馆，在马赛有总领事馆。

## 历史

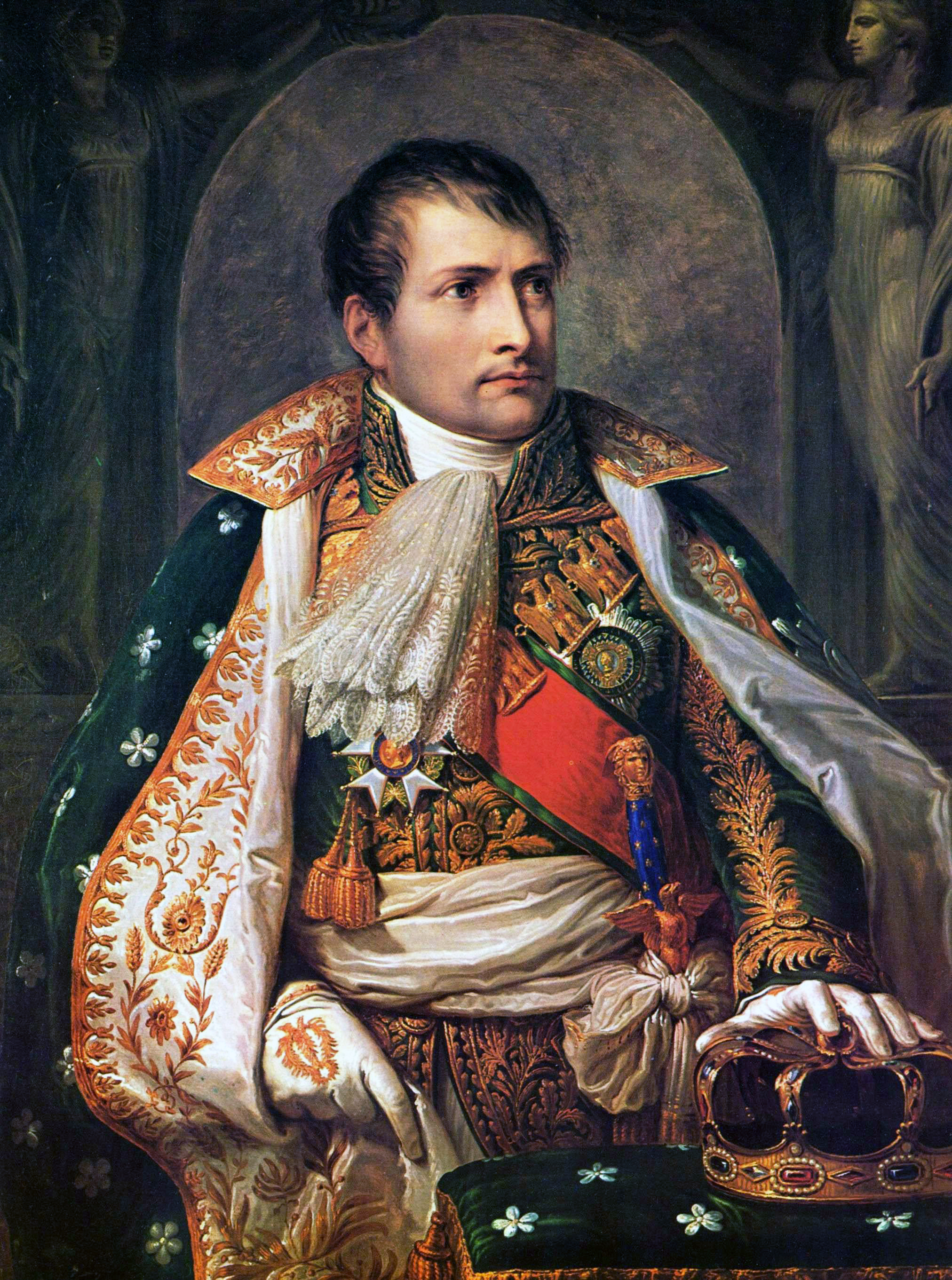
法国皇帝拿破仑，因他的宽容而被犹太人广泛尊崇为救世主

拿破仑，法兰西第一帝国的第一任和第二任皇帝，通过他的法令宣布解放犹太人，允许犹太人自由地崇拜他们的宗教，禁止对犹太人的任何形式的迫害，他获得了解放者的称号。即使在以色列建国后，他仍然受到犹太人的高度尊敬。
1894年至1906年的德雷福斯事件是犹太复国主义运动与法国之间的第一次，也是相当痛苦的联系。在一个现代欧洲国家，一位犹太裔德国血统的法軍军官被驱逐，促使西奥多·赫茨尔于1897年组织了第一次犹太复国主义大会，并承诺为犹太人建立一个家园。1900年在伦敦举行的第四届犹太复国主义者大会上，赫茨尔在演讲中说:“……没有必要为在伦敦召开大会作辩解。英国是地球上仅存的几个不存在反犹太仇恨的国家之一。”当英国政府开始认识到犹太复国主义运动的重要性和有效性时，法国人仍然缺席。在德国占领法国期间，由于共同的德国敌人，犹太复国主义运动和法国之间的纽带加强了。

### 1940年代至1960年代

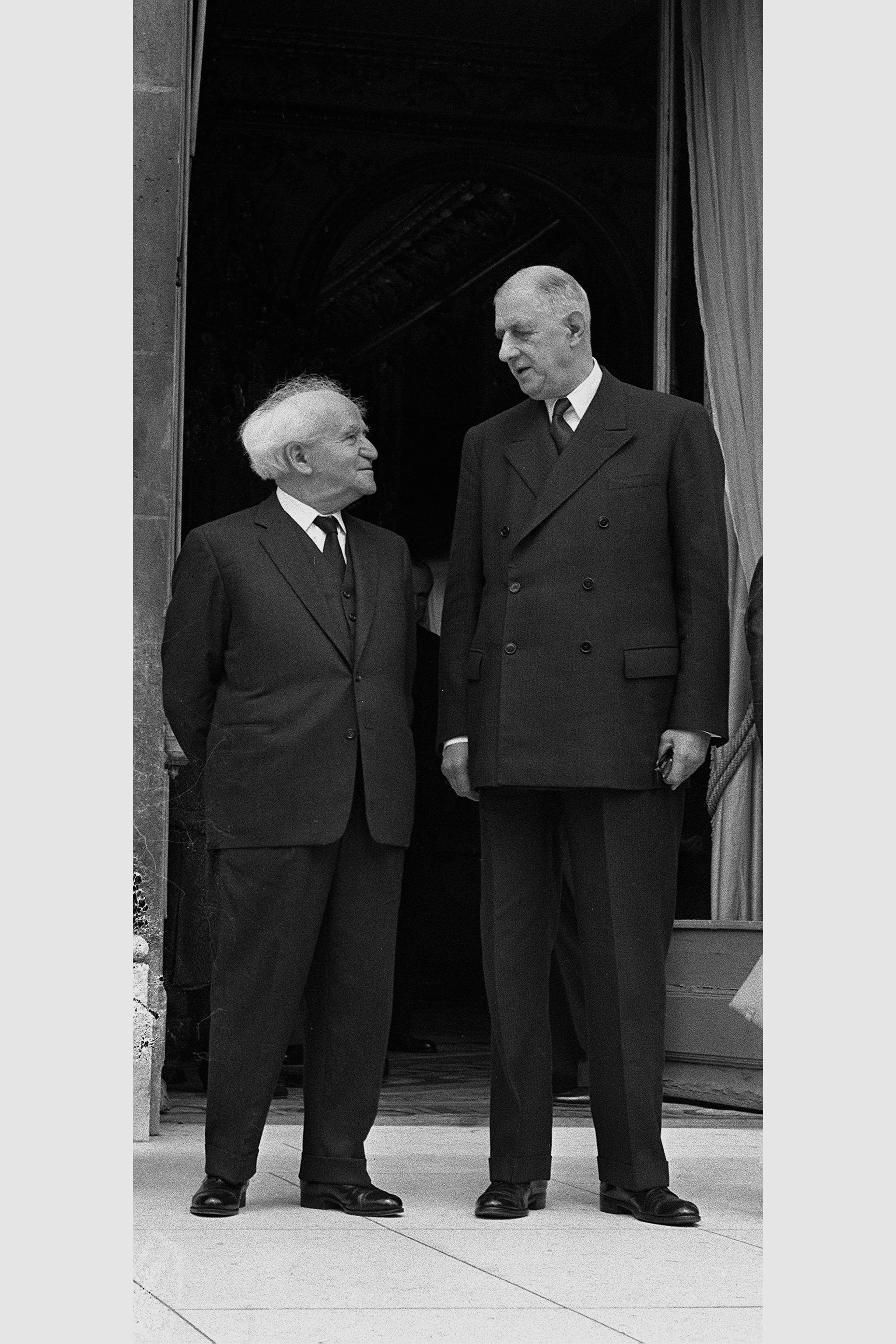
1960年6月14日，大卫·本·古里安和夏尔·戴高乐在爱丽舍宫首次会面

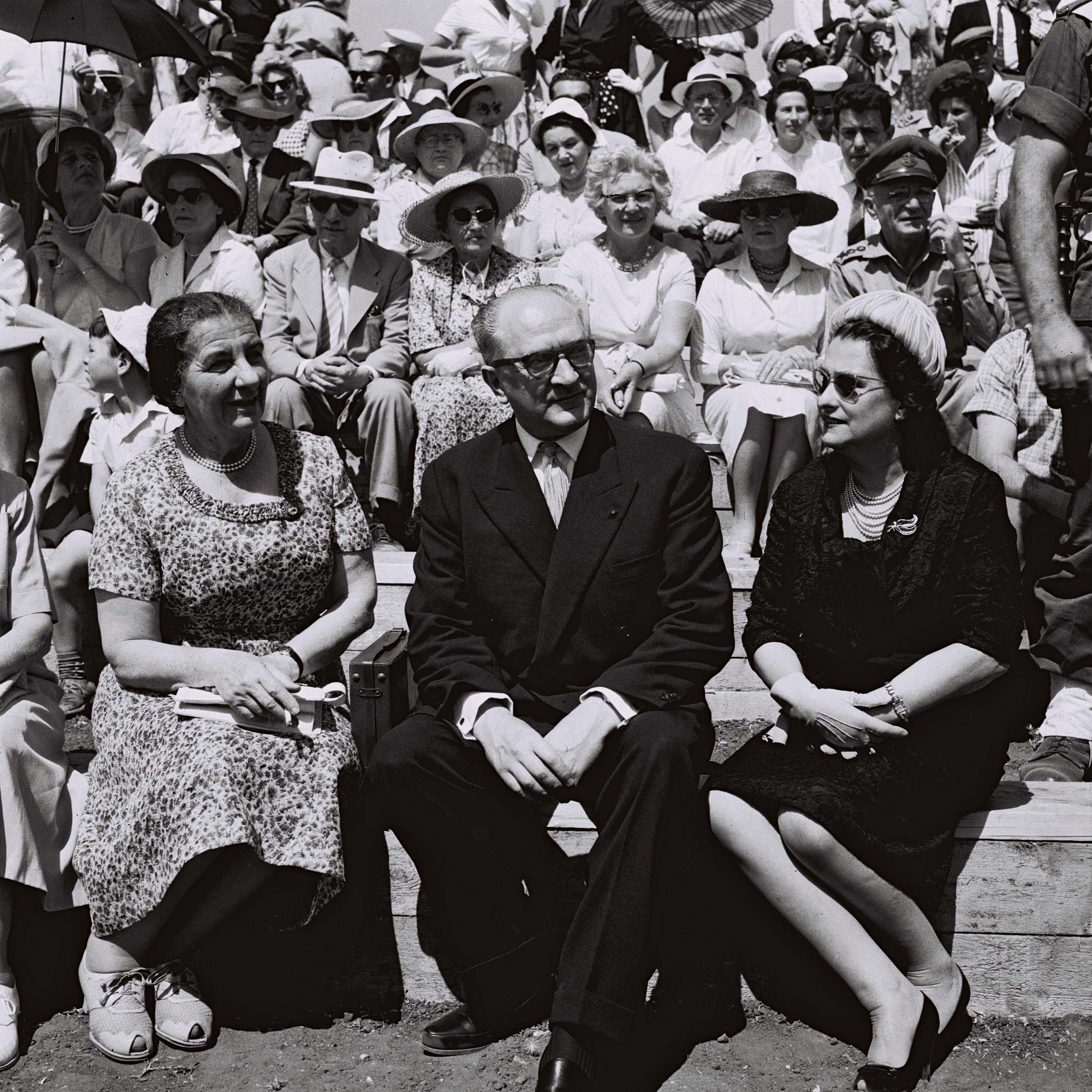
果尔达·梅厄和法国总理居伊·摩勒在特拉维夫，1959年

在盟军解放法国之后，大卫·本·古里安相信戴高乐会协助他建立一个犹太国家。1949年1月12日，法国承认以色列的存在，并支持以色列加入联合国的决定。1953年，法国开始向以色列出售法国武器，并成为以色列最亲密的盟友和支持者之一。当时，法国与以色列在对抗激进的阿拉伯民族主义方面有共同的战略利益，因为法国必须应对阿尔及利亚领土上的民族主义情绪。在20世纪50年代后期，法国向以色列提供了幻影战斗机，这是以色列迄今为止最先进的飞机，也是他们的第一架前沿战斗机。
1957年10月，法国和以色列就在以色列建造核电站签署了一项协议，该核电站于1963年完工。未来的以色列总统西蒙·佩雷斯是促成该协议的政治家。在迈克尔·卡尔平2001年的纪录片《地下室里的炸弹》中，当时法国国防部长的政治幕僚长阿贝尔·托马斯说，法国原子能委员会主席弗朗西斯·佩林建议当时的总理盖·莫莱应该向以色列提供一枚核弹。根据这部纪录片，法国向以色列提供了一个核反应堆和在以色列建立核反应堆的工作人员，以及浓缩铀和生产钚的手段，以换取以色列在苏伊士战争中的支持。
1956年的苏伊士运河危机标志着以法关系的分水岭。以色列、法国和英国曾密谋控制苏伊士运河。以色列发动了对埃及的突然入侵，随后是英国和法国。此举的目的是重新夺回西方对苏伊士运河的控制权，罢黜埃及总统纳赛尔，对以色列船只重新开放蒂朗海峡，并阻止埃及支持的巴勒斯坦人对以色列的袭击。战争开始后，美国、苏联和联合国迫使英国和法国撤军。以色列顽固地又坚持了几个月，直到联合国基金成立，以确保以色列在蒂朗海峡的航行自由。
上世纪60年代，随着1962年法国从北非被驱逐的完成，对抗阿拉伯民族主义的共同战略利益消散了，导致法国对阿拉伯国家采取了更温和的态度，相应地对以色列采取了更强硬的态度。然而，在法国的帮助下，核反应堆的工作仍在继续。在六日战争开始之前，法国对以色列实施了武器禁运。禁运之后，以色列不得不迅速采取行动，因为如果没有法国提供的备件，以色列空军至少几个月都无法维修飞机。据《纽约时报》报道，“然而，1967年的六日战争迫使法国选择支持哪一方，这一两面派游戏就此结束。”令以色列盟友震惊的是，法国选择了阿拉伯国家：尽管埃及采取了侵略行动，但法国对该地区实施了临时武器禁运，这主要伤害了以色列，并警告以色列高级官员避免敌对行动。”
双方的改变也损害了法美关系，因为法国被视为一个日益过时和咄咄逼人的新殖民主义强国。美国在1967年的六日战争中开始扮演现在以色列盟友的角色，而法国在阿尔及利亚独立后决定站在阿拉伯世界一边以改善关系。

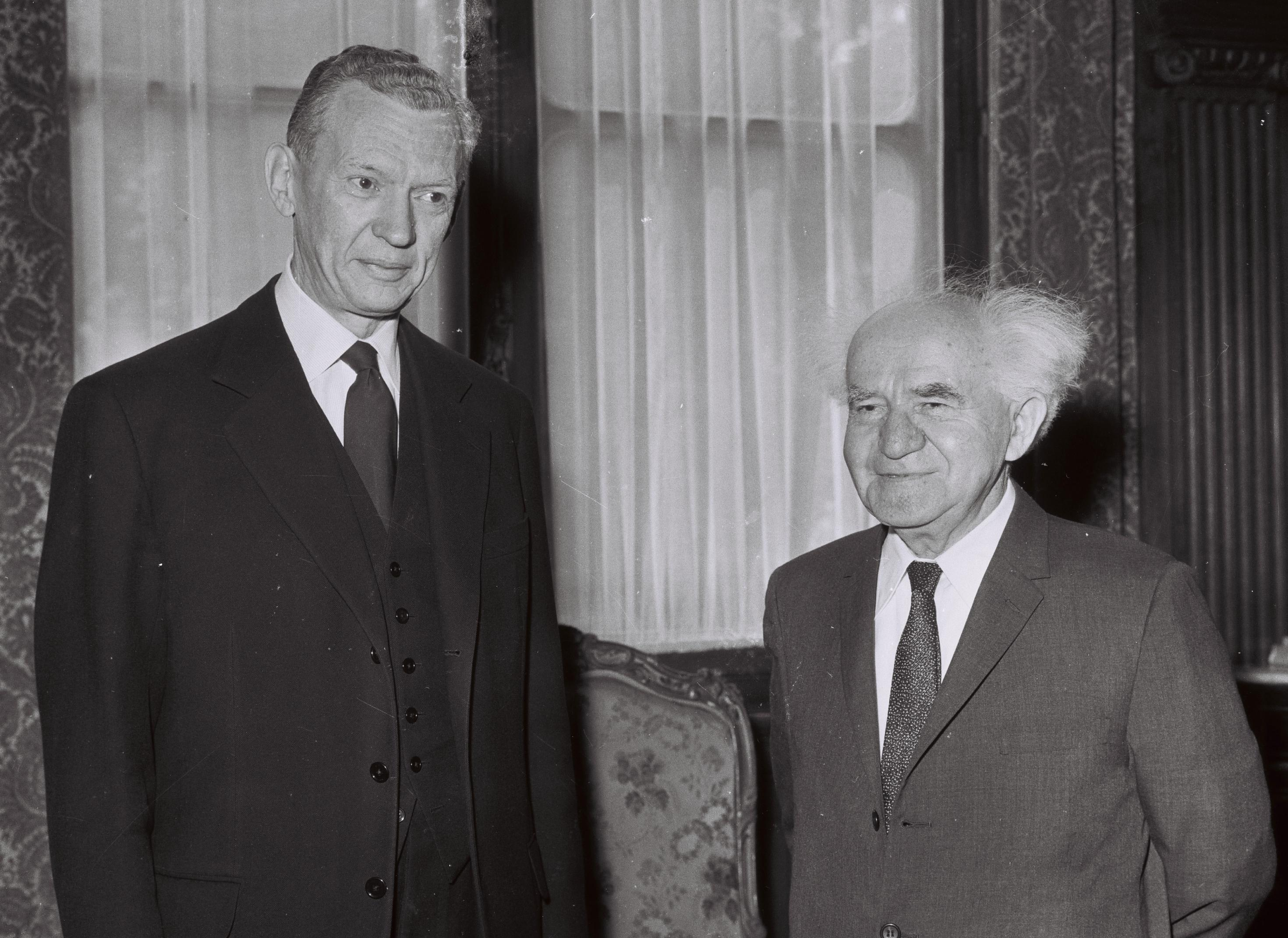
法国外交部长莫里斯·顾夫·德姆维尔与本-古里安

1960年，本-古里安抵达法国，进行以色列的首次正式访问。直到六日战争，法国一直是以色列武器的主要供应国。就在1967年6月的六日战争之前，戴高乐政府对该地区实施了武器禁运，主要影响到以色列。1969年，戴高乐退休，以色列希望新总统蓬皮杜能带来更好的关系，但蓬皮杜仍維持器禁运。

### 1970年代至1990年代
1981年密特朗被选为法兰西共和国第21任总统。密特朗是自1957年以来第一个左翼国家元首，被认为是犹太人的朋友和圣经的爱好者。1982年，他访问了以色列，并在以色列议会发表了讲话。以色列和法国都在黎巴嫩内战期间向黎巴嫩部署了武装部队。

### 2000年代

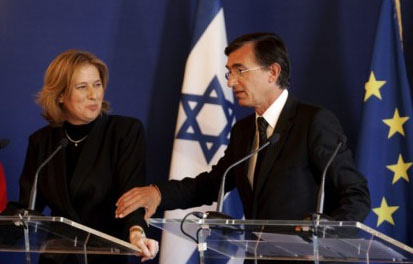
齐皮·利夫尼和法国外交部长菲利普·杜斯特·布拉齐，2006年

2006年，法国对以色列的出口上升到6.83亿欧元(10.6亿美元)。法国是以色列第11大商品供应国，也是以色列第9大市场。法国的主要出口项目是汽车、塑料、有机化学品、航空和航天工程产品、香水和化妆品。
第二大比例的前往以色列的游客来自法国。
2008年2月13日，萨科齐在法国犹太人联合会的年度晚宴上发表讲话。这一讲话被视为法国爱丽舍宫和法国犹太人之间新出现的友好关系的标志。近年来，随着反犹太袭击的激增，法国犹太人在法国社会中的地位已经受到动摇。萨科齐说:“以色列可以指望它与欧盟的关系会出现新的动态。”“法国永远不会在以色列的安全问题上妥协。”
以色列欢迎萨科齐对伊朗支持的哈马斯和真主党采取强硬立场。在2006年黎巴嫩战争期间，法国在欧洲争取迅速停火的努力中发挥了关键作用。
2009年6月30日，法国总统萨科齐敦促以色列总理内塔尼亚胡解除以色列外交部长阿维格多·利伯曼的职务，称“你必须除掉这个人”。你得把他从这个职位上撤下来。”

### 2010年代
2016年1月，法国外交部长洛朗·法比尤斯宣布，法国将召开一次国际会议，目的是促成新的巴以和谈。不过，他说，如果这些谈判不成功，法国将承认巴勒斯坦国。以色列官员拒绝接受这一被认为是最后通牒的决定，而以色列反对派领导人说，法国威胁承认巴勒斯坦是由于以色列现任政府失败的外交手段引发的。法国尚未承认巴勒斯坦。

### 2020年代
随着法国总统埃马纽埃尔·马克龙批评伊斯兰恐怖主义，土耳其和法国之间的裂痕加剧，土耳其领导人埃尔多安将欧洲对待穆斯林的方式与二战期间纳粹对待犹太人的方式相提并论。以色列谴责了这一声明，指出土耳其政府在法国教师萨缪尔·帕蒂被谋杀后没有表达团结，并指责土耳其政府大肆渲染局势，表明二战期间纳粹政策与法国打击伊斯兰极端主义的不同之处。以色列和法国，以及俄罗斯、沙特阿拉伯、阿拉伯联合酋长国、希腊、塞浦路斯和埃及，最近也在从叙利亚的库尔德问题到利比亚和叙利亚的冲突等多个方面共同对抗土耳其。

## 文化与科技合作

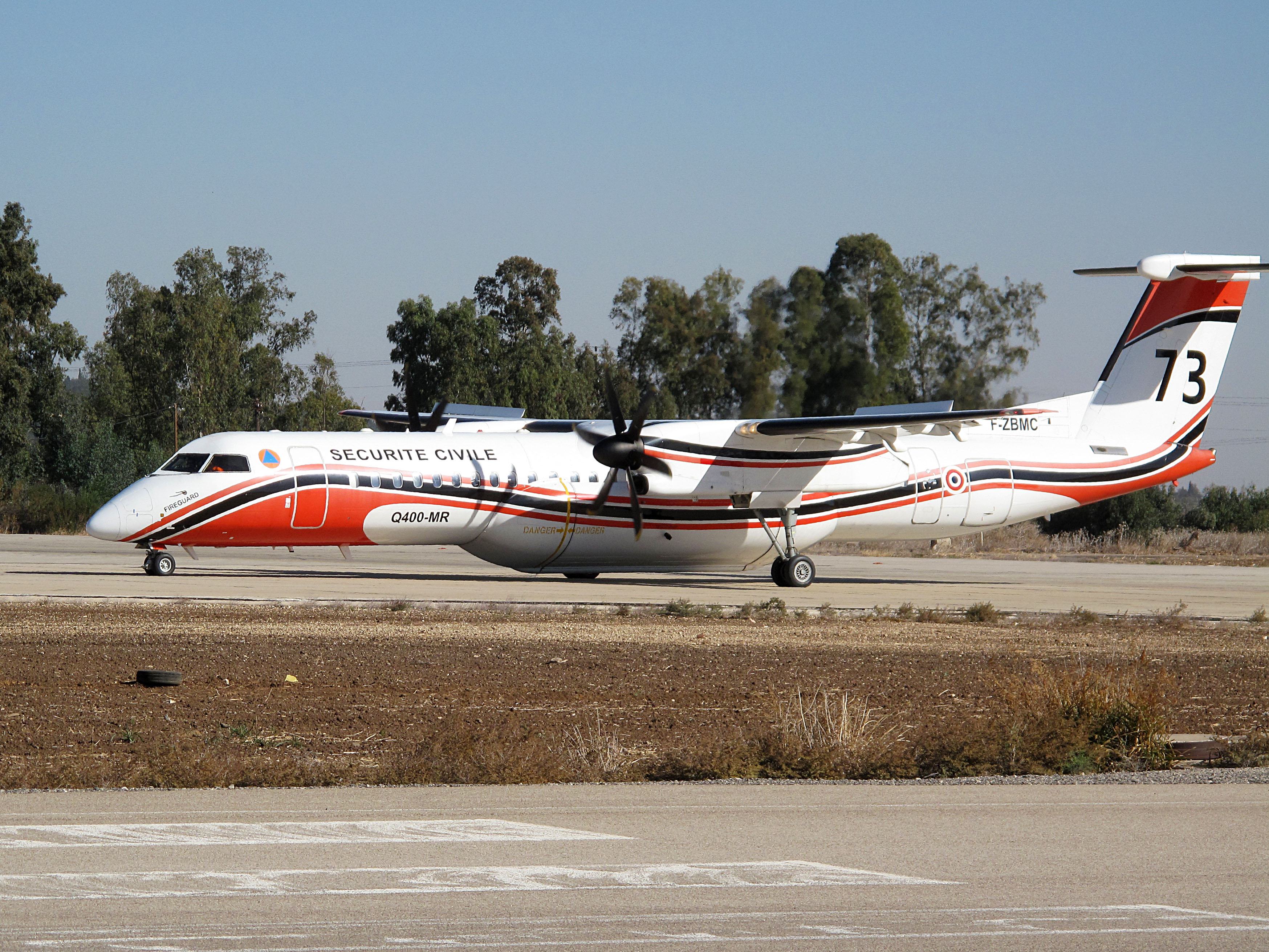
一架法国消防飞机准备在以色列北部起飞

法国与以色列的文化、技术和科学合作是以可追溯至1959年的双边协定为基础的。

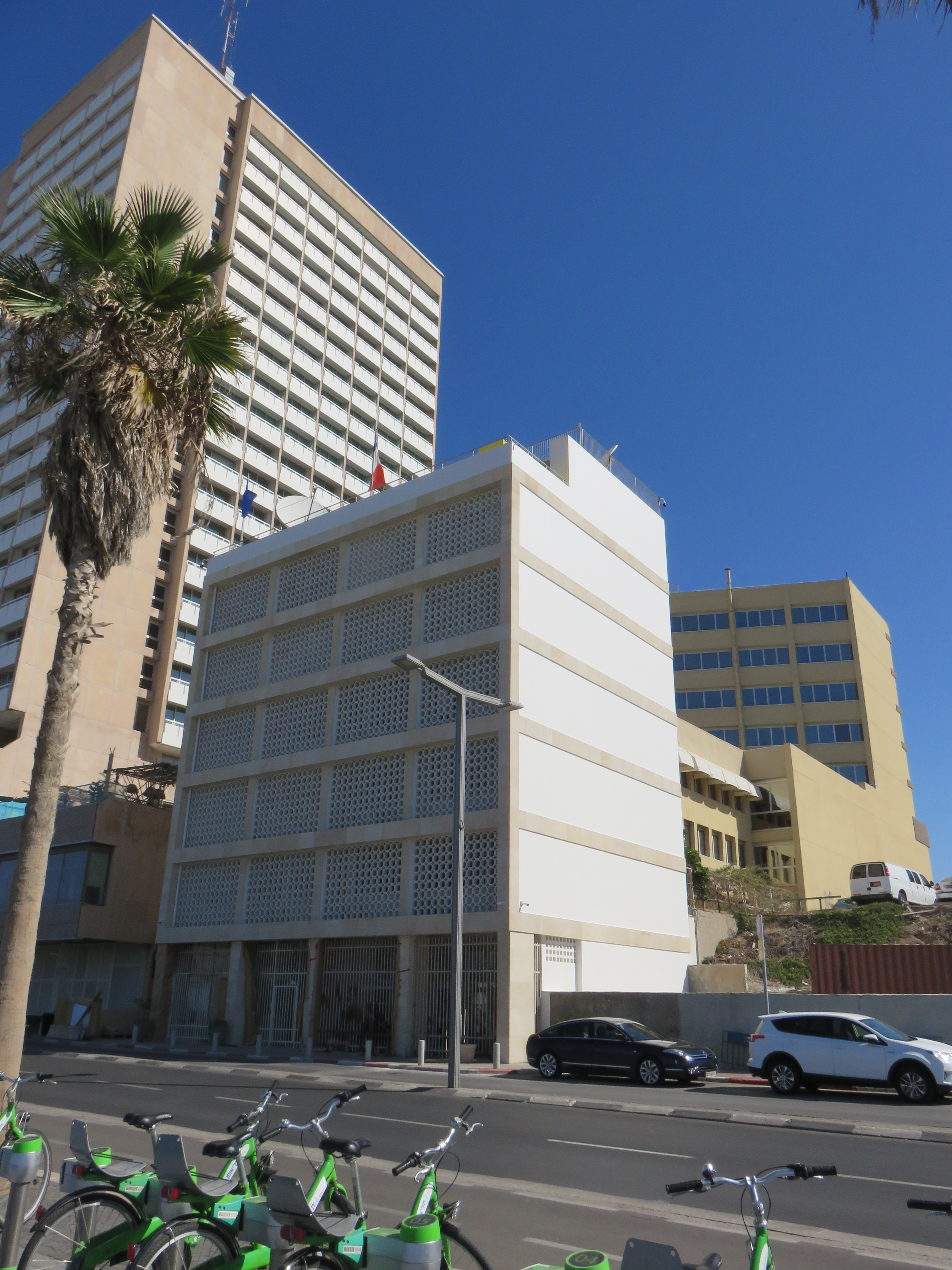
法国驻以色列大使馆，特拉维夫

2007年6月，一所新的法国学院在特拉维夫成立。为纪念以色列独立60周年，以色列成为2008年3月在巴黎举行的年度书展的官方嘉宾。
自2004年以来，医学遗传学、数学、医学和生物成像以及生物信息学等领域的网络研究项目已经启动，每一个领域都有近100名研究人员参与。在基因组学、癌症研究、神经科学、天体物理学和机器人技术等领域将引入新的项目。
作为法国烹饪节的一部分，12名受人尊敬的法国厨师于2013年2月访问了以色列，与以色列厨师合作，并举办大师班。